# Jamie Bamber
Jamie St. John Bamber Griffith (Hammersmith, Inglaterra, 3 de abril de 1973), más conocido como Jamie Bamber, es un actor británico.

## Biografía
Es hijo de Ralph Griffith, un abogado estadounidense y Elizabeth Bamber, una norirlandesa. Tiene seis hermanos y su única hermana es la actriz Anastasia Griffith. Jamie tomó el apellido de su madre como artístico.
Estudió en la Saint Paul's School y en el Saint John's College de la Universidad de Cambridge, donde se graduó en Idiomas Modernos. Posteriormente, asistió a la London Academy of Music and Dramatic Art.
Es muy buen amigo del actor Ioan Gruffudd.
En septiembre del 2003 se casó con la actriz y cantante Kerry Norton, la pareja tiene tres hijas, Isla Elizabeth Angela Griffith quien nació el 12 de junio de 2003 y las gemelas idénticas Darcy y Ava el 27 de agosto de 2004.

## Carrera
Su debut televisivo se produjo en 1998, cuando interpretó a Archie Kennedy en el telefilme Hornblower: The Even Chance, basado en la serie literaria de Horatio Hornblower, escrita por Cecil Scott Forester. Bamber repitió el papel en las siguientes adaptaciones, estrenadas a lo largo de los tres años siguiente. Realizó, además, varias apariciones episódicas en series como The Scarlet Pimpernel (1999), Band of Brothers (2001) y Peak Practice (2001-2002). 
En 2004 se unió al elenco principal de la serie Battlestar Galactica donde interpretó al capitán Lee "Apollo" Adama, hasta el final de la serie, en 2009. En 2009 se unió al elenco principal de la serie Law & Order: UK donde interpretó al detective de la policía Matthew "Matt" Devlin hasta el final de la quinta temporada, en 2011, luego de que su personaje muriera al recibir un disparo del arma de un joven molesto por la muerte de su hermano.  
En 2012 se unió al elenco recurrente de la serie Perception donde interpreta al doctor Michael Hathaway. En 2014 apareció como invitado en la popular serie NCIS: Naval Criminal Investigative Service donde interpretó al abogado de la NASA Jake Malloy, hasta 2015. En 2016 se unió al elenco principal de la serie Marcella donde da vida al detective inspector de la policía Tim Williamson. 

## Filmografía

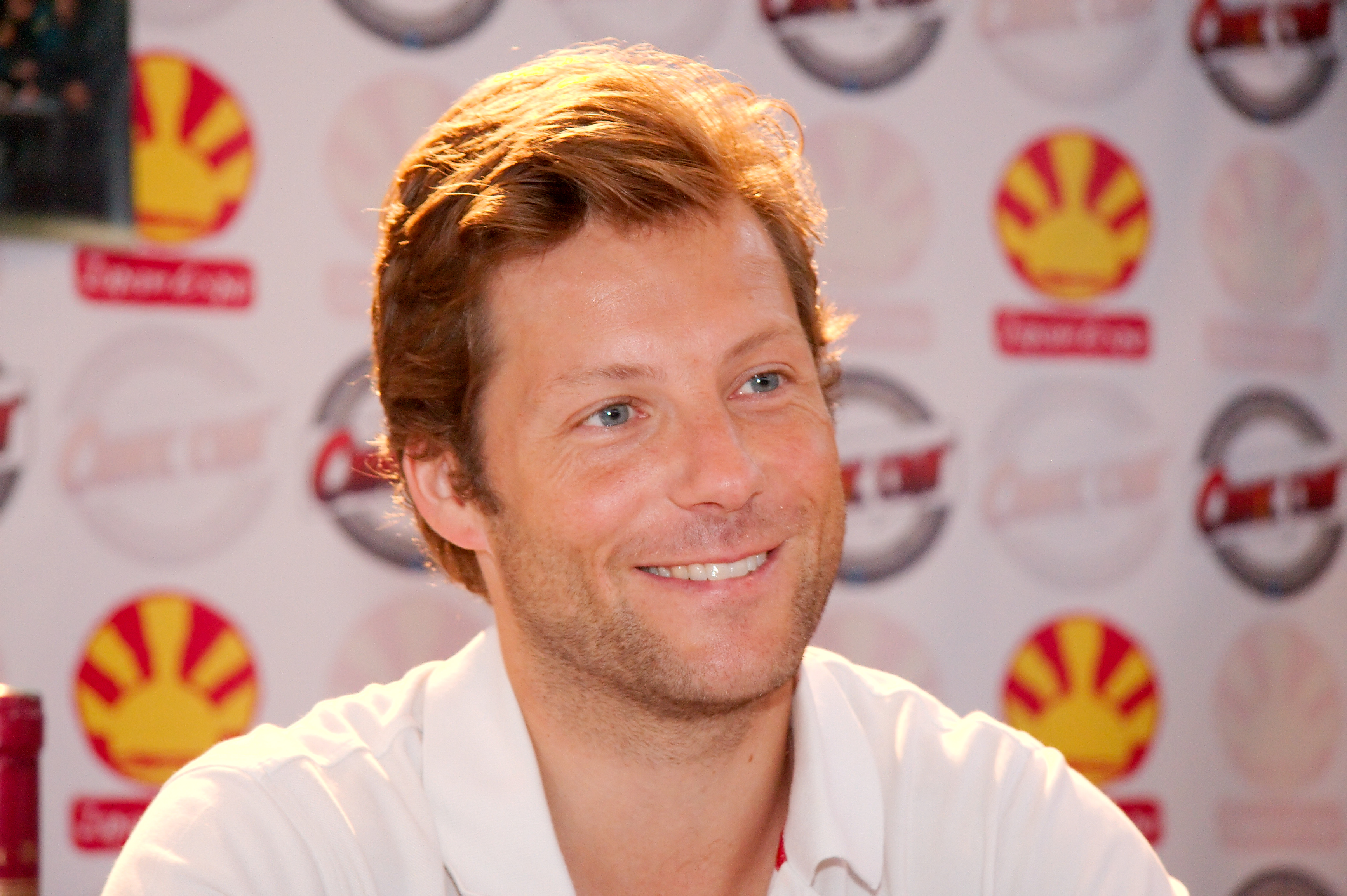
Jamie en la Expo Japón en París (2009).

### Series de televisión
| Año         | Serie                    | Personaje               | Notas                                  |
| ----------- | ------------------------ | ----------------------- | -------------------------------------- |
| 2016        | Marcella                 | DI. Tim Williamson      | 7 episodios                            |
| 2016        | Model Woman              | Lio Fibonacci           | episodio "Pilot"                       |
| 2014 - 2015 | NCIS                     | Jake Malloy             | 6 episodios                            |
| 2015        | The Messengers           | Vincent Plowman         | 3 episodios                            |
| 2015        | Major Crimes             | Malcolm Rich            | episodio "Open Line"                   |
| 2014 - 2015 | Rizzoli & Isles          | Paul Wescourt           | 2 episodios                            |
| 2014        | The Smoke                | Kev Allison             | 8 episodios                            |
| 2013        | Star Trek Continues      | Simone                  | episodio "Pilgrim of Eternity"         |
| 2013        | Monday Mornings          | Dr. Tyler Wilson        | 10 episodios                           |
| 2012        | Perception               | Dr. Michael Hathaway    | 3 episodios                            |
| 2012        | Body of Proof            | Aiden Wells             | 3 episodios                            |
| 2012        | Monday Mornings          | Tyler Wilson            | -                                      |
| 2011        | House                    | Bob Harris              | episodio "The Confession"              |
| 2011        | CSI: Miami               | Ronnie Hale             | episodio "Blown Away"                  |
| 2009 - 2011 | Law & Order: UK          | Detective Matt Devlin   | 32 episodios                           |
| 2011        | Outcasts                 | Mitchell Hoban          | episodio # 1.1                         |
| 2009        | Dollhouse                | Martin Klar             | episodio "Vows"                        |
| 2004 - 2009 | Battlestar Galactica     | Cpt. Lee "Apollo" Adama | 73 episodios                           |
| 2007        | The Last Detective       | Luke                    | episodio "Dangerous Liaisons"          |
| 2007        | Ghost Whisperer          | Bryan Curtis            | episodio "The Walk-in"                 |
| 2007        | Cold Case                | Jack Kimball            | episodio "Blood on the Tracks"         |
| 2003        | Battlestar Galactica     | Lee "Apollo" Adama      | 2 episodios - miniserie                |
| 2002 - 2003 | Ultimate Force           | Lt. Dotsy Doheny        | 8 episodios                            |
| 2002        | Daniel Deronda           | Hans Meyrick            | 4 episodios - miniserie                |
| 2001 - 2002 | Peak Practice            | Dr. Matt Kendal         | 8 episodios                            |
| 2001        | Band of Brothers         | Lt. Jack Foley          | 3 episodios - miniserie                |
| 2001        | Bob Martin               | James                   | episodio "Big Break"                   |
| 2000        | Agatha Christie's Poirot | Ralph Paton             | episodio "The Murder of Roger Ackroyd" |
| 1999        | The Scarlet Pimpernel    | Lord Tony Dewhurst      | episodio "The Scarlet Pimpernel"       |

### Películas
| Año  | Título                                 | Personaje               | Notas                                                                                             |
| ---- | -------------------------------------- | ----------------------- | ------------------------------------------------------------------------------------------------- |
| 2022 | The Lair                               | Roy Finch               | junto a Charlotte Kirk, Jonathan Howard y Hadi Khanjanpour                                        |
| 2017 | L'Embarras du choix                    | Paul                    |                                                                                                   |
| 2013 | Shakespeare's Daughter                 | Paul                    | junto a Eric Roberts, Chevy Chase, Bonnie Wright, Tom Sizemore, James Rebhorn & Campbell Scott    |
| 2013 | John Doe                               | John Doe                | junto a Lachy Hulme, Daniel Lissing, Paul O'Brien, Louise Crawford & Fletcher Humphrys            |
| 2012 | Un jour mon père viendra               | Stephen                 | junto a Gérard Jugnot, François Berléand, Olivia Ruiz, Laurence Arné & Xavier Laurent             |
| 2011 | 17th Precinct                          | Caolán Longstreet       | junto a Tricia Helfer, Stockard Channing, James Callis, Esai Morales, Matt Long & Eamonn Walker   |
| 2008 | Pulse 2: Afterlife                     | Stephen                 | junto a Todd Giebenhain, Diane Ayala Goldner, Rachel Robinson, Dodie Brown & Georgina Rylance     |
| 2007 | Battlestar Galactica: Razor            | Cpt. Lee "Apollo" Adama | junto a Edward James Olmos, Katee Sackhoff, Tricia Helfer, Grace Park & Tahmoh Penikett           |
| 2003 | The Devil's Tattoo                     | Tom                     | junto a Jaason Simmons, Kerry Norton, Rory McCann & Heather Peace                                 |
| 2001 | Hornblower: Retribution                | 4th Lt. Archie Kennedy  | junto a Ioan Gruffudd, David Warner, Robert Lindsay, Paul McGann, Philip Glenister & Sean Gilder  |
| 2001 | Hornblower: Mutiny                     | 4th Lt. Archie Kennedy  | junto a Ioan Gruffudd, David Warner, Robert Lindsay, Paul McGann, Philip Glenister & Sean Gilder  |
| 2000 | Lady Audley's Secret                   | George Talboys          | junto a Steven Mackintosh, Juliette Caton, Kenneth Cranham, Bev Willis & Paul Swinnerton          |
| 1999 | Hornblower: The Frogs and the Lobsters | Lt. Archie Kennedy      | junto a Ioan Gruffudd, Robert Lindsay, Antony Sher, John Shrapnel, Samuel West & Peter Vaughan    |
| 1999 | Hornblower: The Duchess and the Devil  | Lt. Archie Kennedy      | junto a Ioan Gruffudd, Robert Lindsay, Cherie Lunghi, Christopher Fulford & Ronald Pickup         |
| 1998 | Hornblower: The Even Chance            | Archie Kennedy          | junto a Ioan Gruffudd, Robert Lindsay, Dorian Healy, Michael Byrne, Robert Bathurst & Sean Gilder |

### Videojuegos
| Año  | Título                      | Notas                                    |
| ---- | --------------------------- | ---------------------------------------- |
| 2011 | Star Wars: The Old Republic | prestó su voz para las voces adicionales |

### Radio
| Año  | Título                     | Personaje |
| ---- | -------------------------- | --------- |
| 2005 | Half-sick of Shadows       | -         |
| 2005 | This Is Now                | -         |
| -    | Where Angels Fear To Tread | Philip    |
| -    | Nicholas Nickelby          | -         |
| -    | Richard II                 | -         |
| -    | Ironsong                   | -         |

### Apariciones
| Año  | Programa                       | Notas            |
| ---- | ------------------------------ | ---------------- |
| 2008 | Late Show with David Letterman | episodio # 15.85 |

### Teatro
| Año  | Obra                     | Personaje    | Teatro                  |
| ---- | ------------------------ | ------------ | ----------------------- |
| 2002 | Henry IV, Parts I and II | Príncipe Hal | Bristol Old Vic Theatre |

## Premios y nominaciones
| Año  | Categoría                           | Premio       | Serie                | Resultado |
| ---- | ----------------------------------- | ------------ | -------------------- | --------- |
| 2006 | Best Supporting Actor on Television | Saturn Award | Battlestar Galactica | Nominado  |